# L'Antre de Frankenstein
L'Antre de Frankenstein (titre original : House of Frankenstein mais aussi connu sous le nom de House of Frankenstein 1997) est une mini-série américaine de 1997 en 2 parties réalisées par Peter Werner sur un scénario de J. B. White. Il reprend les ingrédients du mythe de Frankenstein et principalement la version de l'adaptation cinématographique de 1944, La Maison de Frankenstein dont le titre original est aussi House of Frankenstein, avec le trio du vampire, du loup-garou et du monstre de Frankenstein. Il a été diffusé pour la première fois le 2 novembre 1997 aux États-Unis sur NBC.

## Synopsis
Le détective Vernon Coyle enquête sur une série de meurtres bizarres et peine à trouver le début d'une piste exploitable. Mais quand sa propre petite amie devient un loup-garou et se fait enlever par un vampire, il comprend que ces meurtres ont peut-être une origine surnaturelle…

## Fiche technique
- Titre original : House of Frankenstein
- Titre français : L'Antre de Frankenstein
- Réalisation : Peter Werner
- Scénario : J. B. White
- Photographie : Neil Roach
- Montage : Tod Feuerman et Scot J. Kelly
- Musique : Don Davis
- Société de distribution : Universal Television
- Pays d'origine :  États-Unis
- Langue : anglais
- Format : Couleur - 1.33 : 1
- Genre : Fantastique, Horreur
- Durée : 168 minutes
- Dates de premières diffusions :
  - États-Unis : 2 novembre 1997 et 3 novembre 1997 sur NBC
  - France : 13 novembre 1999 sur CinéCinémas[1]

## Distribution
- Adrian Pasdar : Détective Vernon Coyle
- Greg Wise : Crispian Grimes, le vampire
- Teri Polo : Grace Dawkins, la petite amie de Coyle
- CCH Pounder : Dr. Shauna Kendall
- Peter Crombie (en) : le monstre de Frankenstein
- Miguel Sandoval : Détective Juan "Cha Cha" Chacon
- Jorja Fox : Felicity
- Richard Libertini : Armando
- Karen Austin : Irene Lassiter
- Melinda McGraw : Détective Maggie Delbo
- Carsten Norgaard : Williger
- Raoul Trujillo : Woody
- James Parks : Quinn

## Distinctions

### Nominations
- Saturn Award :
  - Saturn Award du meilleur téléfilm 1998
- Primetime Emmy Award :
  - Meilleure composition musicale pour une minisérie, un téléfilm ou un programme spécial 1998
- Art Directors Guild :
  - Meilleurs décors 1998